# 1863 a tudományban
Az 1863. év a tudományban és a technikában.

## Születések
- április 10. – Paul Héroult francia fizikus. Az aluminium elektrolízis és az elektroacélgyártásban használt ívfényes kemence (Héroult-kemence) feltalálója († 1914)
- május 21. – Winkler Lajos magyar vegyész, gyógyszerész, egyetemi tanár, az MTA tagja († 1939)
- július 30. – Henry Ford amerikai üzletember, a Ford autógyár alapítója († 1947)
- augusztus 8. – Florence Augusta Merriam Bailey amerikai ornitológusnő († 1948)
- augusztus 28. – Lenhossék Mihály anatómus, egyetemi tanár, a Magyar Tudományos Akadémia tagja, a neurontan egyik megalapítója († 1937)
- szeptember 22. – Alexandre Yersin svájci orvos, bakteriológus, a róla elnevezett yersinia pestis baktérium felfedezője († 1943)
- december 6. – Charles Martin Hall amerikai kémikus, feltaláló, üzletember, az alumínium-gyártás (Hall–Héroult-eljárás) kidolgozója (* 1914)

## Halálozások
- április 1. – Jacob Steiner svájci matematikus (* 1796)
- november 18. – August Beer(wd) német matematikus, fizikus, vegyész (* 1825)